# Itame exauspicata
Itame exauspicata là một loài bướm đêm trong họ Geometridae.